# ورم الرشاشيات
ورم الرشاشيات، الذي يعرف أيضا باسم الورم الفطري أو الكرة الفطرية، هو كتلة من العفن الموجود في تجويف الجسم مثل الجيوب الأنفية أو عضو مثل الرئة. سببه الفطريات من جنس الرشاشيات فطريات أخرى.

## الأسباب

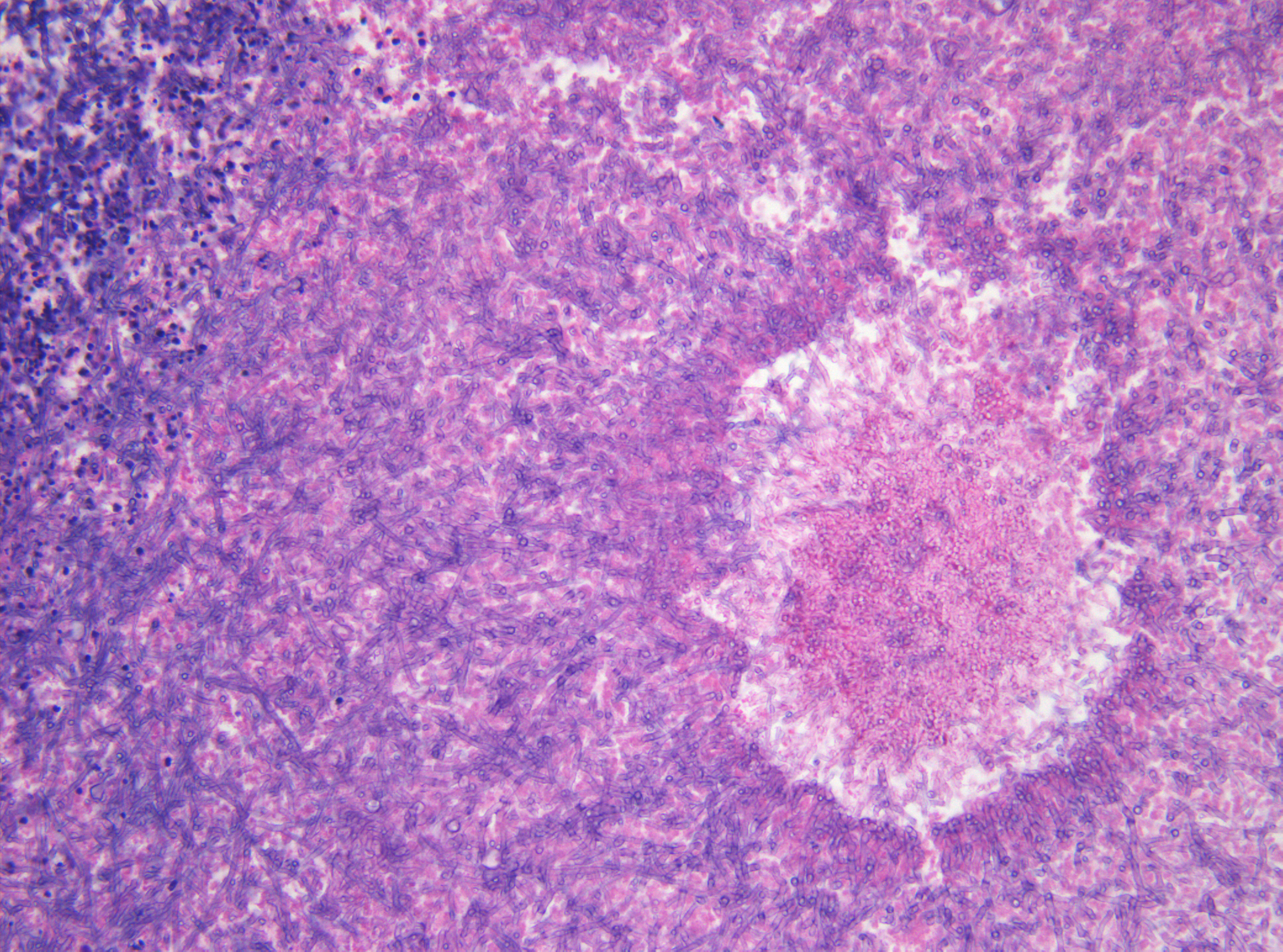
التشريح المرضي لورم الرشاشيات، باستخدام صبغة الهيماتوكسيلين والأيوزين

العضو الأكثر اصابة بورم الرشاشيات هو الرئة. ورم الرشاشيات يؤثر بشكل رئيسي على الأشخاص المصابين بأمراض الرئة مثل السل الجوفي، الساركويد، توسع القصبات، والتليف الكيسي ونقص المناعة النظامية. الرشاشية الدخناء، أكثر نوع مسبب للمرض هو ان يتم استنشاق الأبواغ (2-3 ميكرون). يستقر الفطر في التجويف ويكون قادرا على النمو بعيدا عن أي تدخل لأن العناصر الحاسمة في الجهاز المناعي غير قادرة على اختراقا لتجويف ومنع الفطر من النمو. ومع تكاثر الفطر، يشكل كرة، والتي تتكون من الأنسجة الميتة من الرئة، ومخاط، وغيرها من الحطام.

## المتلازمة
المصابون بهذا المرض يبقون عادة بدون أعراض حتى حالة متقدمة إلى حد ما، في بعض الحالات لا تظهر الاعراض على المريض الا بعد مرور عقود. وغالبا ما يتم تشخيص المرض بالصدفة عن طريق تصوير الصدر ببالأشعة السينية أو الأشعة المقطعية كجزء من تشخيص حالة أخرى لاعلاقة لها بمتلازمة الرشاشيات.وأيضا، فإن نسبة صغيرة من هذه الفطريات تدخل إلى الأوعية الدموية وقد تؤدي إلى حدوث نزيف. ولهذا، فإن الأعراض الأكثر شيوعا المرتبطة بالمرض هي سعال الدم (نفث الدم). على الرغم من أن في بعض الحالات النادرة قد ينتج عن هذا نزيف يهدد حياة المريض، وكمية الدم المفقودة عادة تكون غير كبيرة.
يمكن أن يتشكل المرض أيضا في أعضاء أخرى فيكون على شكل قيح في الدماغ أوالكلى، عادة لدى الأشخاص الذين يعانون من نقص المناعة. كما أنها يمكن أن تنشأ داخل تجاويف الجسم مثل الجيوب الأنفية أو الوتدية،  قناة الأذن، ونادرا ما تتشكل على الأسطح مثل صمامات القلب.

## العلاج
معظم حالات ورم الرشاشيات لا تتطلب العلاج. علاج الأمراض التي تزيد من خطر ورم الرشاشيات، مثل السل، قد يساعد على منع تكونها. في حالات معقدة مثل نفث الدم الشديد أو الظروف الأخرى المرتبطة به مثل دبيلة الجنبي (مجموعة من القيح بين الرئتين وجدار الصدر) أو استرواح الصدر. قد تكون هناك حاجة لعملية جراحية لإزالة ورم الرشاشيات وانسجة الرئة المحيطة به عن طريق استئصال الرئة أو جزء منها لوقف النزيف. هناك اهتمام في العلاج مع الأدوية المضادة للفطريات مثل الايتراكونازول، وحتى الآن لم تكن أي منها مصدراً موثوقاً للقضاء على المرض.
على الرغم من أن معظم الفطريات – وخاصة الرشاشيات – فشلت في النمو في أنسجة بشرية صحية، قد يحدث نمو كبير في الناس الذين تكيف جهازهم المناعي اقل، مثل الذين يعانون من مرض الورم الحبيبي المزمن، الذين يخضعون للعلاج الكيميائي، أو الذين خضعوا مؤخرا لعملية زراعة نخاع العظم. داخل الرئتين عند هؤلاء الأفراد تنتشر الخيوط الفطرية بها على شكل نموات كروية. مع استعادة آليات الدفاع الطبيعية، تنجذب العدلات واللمفاويات (كريات الدم البيضاء) إلى حافة نمو الفطريات الكروية وتحل هناك، مطلقة إنزيمات هضم الأنسجة بوصفها وظيفتها الطبيعية. هذه الكرة المصابة تنشق عن الرئة المجاورة لها ويتم التعرف عليها بالأشعة السينية ككرة فطرية، هذه العملية مفيدة حيث يتم تحويل عدوى قد تكون خطيرة إلى فقط مشكلة سطحية فقط. في هذه المرحلة يكون قد تم تثبيط عمل الفطر، قد يختار الجراحين إجراء عملية للحد من احتمال حدوث نزيف. الفحص المجهري للكرات الفطرية التي تم ازالتها تظهر بوضوح تجويف الرئة الميتة التي تحتوي على خيوط فطرية. الفحص المجهري للآفات القديمة قد تكشف عن سرطان الرئة أو هياكل متبقية باهتة للنموات الفطرية.

## روابط خارجية
- Aspergilloma: Features, diagnosis and treatment of Aspergilloma on www.aspergillus.org.uk